# Järrestad
Järrestad er en landsby i Simrishamn Kommune i det østlige Skåne i Sverige. Det er kirkebyen i Järrestad sogn i Järrestad Herred. Järrestad er mest kendt for Järrestads helleristninger lige nord for landsbyen, men byen var også en vigtig centralplads i jernalder og vikingetid.

## Etymologi
Järrestad, inden 1658 på dansk Jerrestad, Byen nævnes førtste gang i 1322 som Iarllestatha, altså "jarlens sted" eller "jarlens boplads".

## Historie
Østskåne var en rig region i forhistorisk tid, hvilket kan ses på den store mængde af fortidsminder i området. Järrestad var centrum for en stor del af denne rigdom igennem mange århundreder. 

### Bondestenalder
Allerede i stenalderen var der stor aktivitet i området, hvilket viser sig i stendysserne i området og alene i Järrestad sogn er der registreret 19 bopladser fra bondestenalderen.

### Bronzealder
Lige nord for byen findes Järrestads helleristninger, Skånes største. Dertil findes der flere gravhøje fra bronzealderen og fund, der tyder på stor aktivitet i området. Muligvis en boplads.

### Jernalderogvikingetid
Det bedste bevis for forhistorisk aktivitet i Järrestad fandt man ved en udgravning i 2000, hvor et stort hal-kompleks viste sig at have ligget i byen fra germansk jernalder til sen vikingetid fra ca. år 600 til år 1000. I denne periode er hallen blevet genopbygget flere gange på samme sted. Komplekset er et af de største man har fundet i Skåne uden for Uppåkra, og minder i sin struktur meget om halkomplekset, som man i Danmark fandt ved Tissø. Stedet var helt enkelt en stormandsgård eller et sæde for en jarl strategisk beliggende ved Tommarpsåen, som udløber ved Simrishamn, og har domineret et stort omkringliggende område.

### Middelalder
Omkring år 1000 mister Järrestad sin betydning. Dette sammenfalder med de danske kongers indtog i Skåne og en større ændring i magtstrukturerne i Sydskandinavien, hvor også kristendommen introduceredes i området. Magtbasen i området flyttedes til Östra Tommarp (Før 1658: Tommerup), som også blev et religiøst centrum med etablering af klostre. En lignende parallel kan ses i Vestskåne, hvor den noget større jernalderby Uppåkra mistede betydning til fordel for Lund.
- Skibshelleristning ved Järrestad